# Prospero Fontana

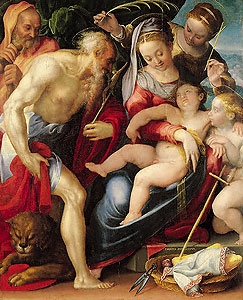
Heilige Familie, 1553–1555

Prospero Fontana (* 1512 in Bologna; † 1597 ebenda) war ein italienischer Renaissance-Maler.

## Leben
Er wirkte in mehreren italienischen Städten und assistierte unter anderem Vasari und Zuccaro. Fontana arbeitete kurzzeitig in Fontainebleau (1560) und ließ sich schließlich in Bologna nieder, wo er der erste Lehrer Ludovico Carraccis wurde.
Fontanas Spätstil verrät den Einfluss Michelangelos und gehörte schon zum Manierismus. Fontana war auch ein guter Porträtist.
Seine Tochter war die Malerin Lavinia Fontana (1552–1614).